# Campeonato Mundial de Balonmano Masculino de 2019
El XXVI Campeonato Mundial de Balonmano Masculino se celebró conjuntamente en Alemania y Dinamarca entre el 10 y el 27 de enero de 2019 bajo la organización de la Federación Internacional de Balonmano (IHF), la Federación Alemana de Balonmano y la Federación Danesa de Balonmano.
Un total de veinticuatro selecciones nacionales de cinco confederaciones continentales compitieron por el título mundial, cuyo anterior portador era el equipo de Francia, vencedor del Mundial de 2017.
El equipo de Dinamarca conquistó su primer título mundial al derrotar en la final a la selección de Noruega con un marcador de 22-31. En el partido por el tercer lugar el conjunto de Francia venció al de Alemania.

## Clasificación
La fase de clasificación se efectuó desde el 11 de enero de 2017 hasta el 24 de junio de 2018. Había 22 plazas en juego, que junto con las dos pertenecientes a Alemania y Dinamarca, países organizadores, hicieron un total de 24. En Europa, las 10 plazas correspondientes a la federación de dicho continente se repartieron entre el Campeonato Europeo celebrado en 2018 y el proceso de clasificación.
Tras disputar estas competiciones, las selecciones clasificadas para el campeonato fueron las siguientes:
| Competición                      | Fecha                                       | Sede                   | Plazas | Equipos clasificados                                                             |
| -------------------------------- | ------------------------------------------- | ---------------------- | ------ | -------------------------------------------------------------------------------- |
| Países anfitriones               | —                                           | —                      | 2      | Alemania Dinamarca                                                               |
| Campeonato Mundial               | 11 – 29 de enero de 2017                    | Francia                | 1      | Francia                                                                          |
| Campeonato Europeo               | 12 – 28 de enero de 2018                    | Croacia                | 1      | España                                                                           |
| Campeonato Africano              | 17 – 27 de enero de 2018                    | Libreville ( Gabón)    | 3      | Túnez Egipto Angola                                                              |
| Campeonato Asiático              | 18 – 28 de enero de 2018                    | Suwon ( Corea del Sur) | 4      | Catar Baréin Corea del Sur Arabia Saudita                                        |
| Proceso europeo de clasificación | 25 de octubre de 2017 – 14 de junio de 2018 | —                      | 9      | Rusia Noruega Suecia Hungría Austria Macedonia del Norte Islandia Croacia Serbia |
| Campeonato Panamericano          | 16 – 24 de junio de 2018                    | Nuuk ( Groenlandia)    | 3      | Argentina Brasil Chile                                                           |
| Invitación                       | —                                           | —                      | 1      | Japón                                                                            |
| TOTAL                            |                                             |                        | 24     | 24                                                                               |

## Sedes
| Foto | Grupo              | Ciudad                  | Instalación         | Capacidad |
| ---- | ------------------ | ----------------------- | ------------------- | --------- |
|      | A                  | Berlín · ( Alemania)    | Mercedes-Benz Arena | 14 800    |
|      | B                  | Múnich · ( Alemania)    | Olympiahalle        | 12 000    |
|      | C, II y fase final | Herning ( Dinamarca)    | Jyske Bank Boxen    | 15 000    |
|      | D                  | Copenhague ( Dinamarca) | Royal Arena         | 13 700    |
|      | I                  | Colonia · ( Alemania)   | Lanxess Arena       | 19 250    |
|      | Fase final         | Hamburgo · ( Alemania)  | Barclaycard Arena   | 13 300    |

## Árbitros
La IHF anunció el 25 de octubre de 2018 la lista de las 16 parejas de árbitros, provenientes de todas las federaciones continentales afiliadas, a excepción de la de Oceanía.
| País      | Árbitros                                |
| --------- | --------------------------------------- |
| Alemania  | Robert Schulze Tobias Tönnies           |
| Argentina | Julián López Grillo Sebastián Lenci     |
| Croacia   | Matija Gubica Boris Milošević           |
| Dinamarca | Martin Gjeding Mads Hansen              |
| Eslovenia | Bojan Lah David Sok                     |
| España    | Óscar Raluy López Ángel Sabroso Ramírez |
| Francia   | Karim Gasmi Raouf Gasmi                 |
| Irán      | Mayid Kolahduzan Alireza Musavian       |

| País                | Árbitros                         |
| ------------------- | -------------------------------- |
| Macedonia del Norte | Guiorgui Nachevski Slave Nikolov |
| Montenegro          | Ivan Pavićević Miloš Ražnatović  |
| Noruega             | Håvard Kleven Lars Jørum         |
| Portugal            | Duarte Santos Ricardo Fonseca    |
| República Checa     | Václav Horáček Jiří Novotný      |
| Suecia              | Mirza Kurtagic Mattias Wetterwik |
| Suiza               | Arthur Brunner Morad Salah       |
| Túnez               | Ismail Bualucha Ramzi Jenissi    |

## Grupos
El sorteo de los grupos se llevó a cabo el 25 de junio de 2018 en Copenhague, Dinamarca. Tras el sorteo, los cuatro grupos quedaron de la siguiente manera.
| Grupo A  | Grupo B             | Grupo C        | Grupo D   |
| -------- | ------------------- | -------------- | --------- |
| Francia  | España              | Dinamarca      | Suecia    |
| Rusia    | Croacia             | Noruega        | Hungría   |
| Alemania | Macedonia del Norte | Austria        | Catar     |
| Serbia   | Islandia            | Túnez          | Argentina |
| Brasil   | Baréin              | Chile          | Egipto    |
| Corea    | Japón               | Arabia Saudita | Angola    |

## Primera fase
- Todos los partidos en la hora local de Alemania y Dinamarca (UTC+1).

Los primeros tres de cada grupo alcanzan la segunda fase. Los equipos restantes juegan entre sí por los puestos 13 a 24.

### Grupo A
| Equipo   | J | G | E | P | GF  | GC  | DG  | PTS |
| -------- | - | - | - | - | --- | --- | --- | --- |
| Francia  | 5 | 4 | 1 | 0 | 138 | 113 | +25 | 9   |
| Alemania | 5 | 3 | 2 | 0 | 142 | 110 | +32 | 8   |
| Brasil   | 5 | 3 | 0 | 2 | 127 | 129 | -2  | 6   |
| Rusia    | 5 | 1 | 2 | 2 | 131 | 127 | +4  | 4   |
| Serbia   | 5 | 1 | 1 | 3 | 127 | 146 | -19 | 3   |
| Corea    | 5 | 0 | 0 | 5 | 124 | 164 | -40 | 0   |

- Resultados

| Fecha | Hora  | Partido¹ | Partido¹ | Partido¹ | Resultado |
| ----- | ----- | -------- | -------- | -------- | --------- |
| 10.01 | 18:15 | Corea    | -        | Alemania | 19-30     |
| 11.01 | 18:00 | Serbia   | -        | Rusia    | 30-30     |
| 11.01 | 20:30 | Brasil   | -        | Francia  | 22-24     |
| 12.01 | 15:30 | Rusia    | -        | Corea    | 34-27     |
| 12.01 | 18:15 | Alemania | -        | Brasil   | 34-21     |
| 12.01 | 20:30 | Francia  | -        | Serbia   | 32-21     |
| 14.01 | 15:30 | Serbia   | -        | Brasil   | 22-24     |
| 14.01 | 18:00 | Rusia    | -        | Alemania | 22-22     |
| 14.01 | 20:30 | Francia  | -        | Corea    | 34-23     |
| 15.01 | 15:30 | Rusia    | -        | Brasil   | 23-25     |
| 15.01 | 18:00 | Corea    | -        | Serbia   | 29-31     |
| 15.01 | 20:30 | Alemania | -        | Francia  | 25-25     |
| 17.01 | 15:30 | Brasil   | -        | Corea    | 35-26     |
| 17.01 | 18:00 | Alemania | -        | Serbia   | 31-23     |
| 17.01 | 20:30 | Francia  | -        | Rusia    | 23-22     |

- (¹) – Todos en Berlín.

### Grupo B
| Equipo              | J | G | E | P | GF  | GC  | DG  | PTS |
| ------------------- | - | - | - | - | --- | --- | --- | --- |
| Croacia             | 5 | 5 | 0 | 0 | 152 | 115 | +37 | 10  |
| España              | 5 | 4 | 0 | 1 | 142 | 114 | +28 | 8   |
| Islandia            | 5 | 3 | 0 | 2 | 137 | 124 | +13 | 6   |
| Macedonia del Norte | 5 | 2 | 0 | 3 | 131 | 139 | -8  | 4   |
| Baréin              | 5 | 1 | 0 | 4 | 107 | 151 | -44 | 2   |
| Japón               | 5 | 0 | 0 | 5 | 121 | 147 | -26 | 0   |

- Resultados

| Fecha | Hora  | Partido¹            | Partido¹ | Partido¹            | Resultado |
| ----- | ----- | ------------------- | -------- | ------------------- | --------- |
| 11.01 | 15:30 | Japón               | -        | Macedonia del Norte | 29-38     |
| 11.01 | 18:00 | Islandia            | -        | Croacia             | 27-31     |
| 11.01 | 20:30 | Baréin              | -        | España              | 23-33     |
| 13.01 | 14:00 | Macedonia del Norte | -        | Baréin              | 28-23     |
| 13.01 | 16:30 | Croacia             | -        | Japón               | 35-27     |
| 13.01 | 19:00 | España              | -        | Islandia            | 32-25     |
| 14.01 | 15:30 | Islandia            | -        | Baréin              | 36-18     |
| 14.01 | 18:00 | Croacia             | -        | Macedonia del Norte | 31-22     |
| 14.01 | 20:30 | España              | -        | Japón               | 26-22     |
| 16.01 | 15:30 | Japón               | -        | Islandia            | 21-25     |
| 16.01 | 18:00 | Croacia             | -        | Baréin              | 32-20     |
| 16.01 | 20:30 | Macedonia del Norte | -        | España              | 21-32     |
| 17.01 | 15:30 | Baréin              | -        | Japón               | 23-22     |
| 17.01 | 18:00 | Macedonia del Norte | -        | Islandia            | 22-24     |
| 17.01 | 20:30 | España              | -        | Croacia             | 19-23     |

- (¹) – Todos en Múnich.

### Grupo C
| Equipo         | J | G | E | P | GF  | GC  | DG  | PTS |
| -------------- | - | - | - | - | --- | --- | --- | --- |
| Dinamarca      | 5 | 5 | 0 | 0 | 167 | 103 | +64 | 10  |
| Noruega        | 5 | 4 | 0 | 1 | 175 | 119 | +56 | 8   |
| Túnez          | 5 | 3 | 0 | 2 | 138 | 147 | -9  | 6   |
| Chile          | 5 | 2 | 0 | 3 | 130 | 167 | -37 | 4   |
| Austria        | 5 | 1 | 0 | 4 | 121 | 148 | -27 | 2   |
| Arabia Saudita | 5 | 0 | 0 | 5 | 112 | 159 | -47 | 0   |

- Resultados

| Fecha | Hora  | Partido¹       | Partido¹ | Partido¹       | Resultado |
| ----- | ----- | -------------- | -------- | -------------- | --------- |
| 10.01 | 20:15 | Chile          | -        | Dinamarca      | 16-39     |
| 11.01 | 18:00 | Arabia Saudita | -        | Austria        | 22-29     |
| 11.01 | 20:30 | Túnez          | -        | Noruega        | 24-34     |
| 12.01 | 15:00 | Austria        | -        | Chile          | 24-32     |
| 12.01 | 17:30 | Noruega        | -        | Arabia Saudita | 40-21     |
| 12.01 | 20:15 | Dinamarca      | -        | Túnez          | 36-22     |
| 14.01 | 15:00 | Túnez          | -        | Chile          | 36-30     |
| 14.01 | 17:30 | Noruega        | -        | Austria        | 34-24     |
| 14.01 | 20:15 | Dinamarca      | -        | Arabia Saudita | 34-22     |
| 15.01 | 16:15 | Arabia Saudita | -        | Túnez          | 20-24     |
| 15.01 | 18:30 | Noruega        | -        | Chile          | 41-20     |
| 15.01 | 20:45 | Austria        | -        | Dinamarca      | 17-28     |
| 17.01 | 15:00 | Chile          | -        | Arabia Saudita | 32-27     |
| 17.01 | 17:30 | Austria        | -        | Túnez          | 27-32     |
| 17.01 | 20:15 | Dinamarca      | -        | Noruega        | 30-26     |

- (¹) – Todos en Herning; a excepción del primero, en Copenhague.

### Grupo D
| Equipo    | J | G | E | P | GF  | GC  | DG  | PTS |
| --------- | - | - | - | - | --- | --- | --- | --- |
| Suecia    | 5 | 5 | 0 | 0 | 151 | 111 | +40 | 10  |
| Hungría   | 5 | 2 | 2 | 1 | 151 | 138 | +13 | 6   |
| Egipto    | 5 | 2 | 1 | 2 | 132 | 133 | -1  | 5   |
| Catar     | 5 | 2 | 0 | 3 | 125 | 127 | -2  | 4   |
| Argentina | 5 | 1 | 1 | 3 | 119 | 130 | -11 | 3   |
| Angola    | 5 | 1 | 0 | 4 | 121 | 160 | -39 | 2   |

- Resultados

| Fecha | Hora  | Partido¹  | Partido¹ | Partido¹  | Resultado |
| ----- | ----- | --------- | -------- | --------- | --------- |
| 11.01 | 15:30 | Angola    | -        | Catar     | 24-23     |
| 11.01 | 18:00 | Argentina | -        | Hungría   | 25-25     |
| 11.01 | 20:30 | Egipto    | -        | Suecia    | 24-27     |
| 13.01 | 15:30 | Catar     | -        | Egipto    | 28-23     |
| 13.01 | 18:00 | Hungría   | -        | Angola    | 34-24     |
| 13.01 | 20:30 | Suecia    | -        | Argentina | 31-16     |
| 14.01 | 15:30 | Hungría   | -        | Catar     | 32-26     |
| 14.01 | 18:00 | Argentina | -        | Egipto    | 20-22     |
| 14.01 | 20:30 | Suecia    | -        | Angola    | 37-19     |
| 16.01 | 15:30 | Angola    | -        | Argentina | 26-33     |
| 16.01 | 18:00 | Hungría   | -        | Egipto    | 30-30     |
| 16.01 | 20:30 | Catar     | -        | Suecia    | 22-23     |
| 17.01 | 15:30 | Egipto    | -        | Angola    | 33-28     |
| 17.01 | 18:00 | Catar     | -        | Argentina | 26-25     |
| 17.01 | 20:30 | Suecia    | -        | Hungría   | 33-30     |

- (¹) – Todos en Copenhague.

## Segunda fase
- Todos los partidos en la hora local de Alemania y Dinamarca (UTC+1).

Los primeros dos de cada grupo disputan las semifinales.

### Grupo I
| Equipo   | J | G | E | P | GF  | GC  | DG  | PTS |
| -------- | - | - | - | - | --- | --- | --- | --- |
| Alemania | 5 | 4 | 1 | 0 | 136 | 116 | +20 | 9   |
| Francia  | 5 | 3 | 1 | 1 | 133 | 122 | +11 | 7   |
| Croacia  | 5 | 3 | 0 | 2 | 124 | 117 | +7  | 6   |
| España   | 5 | 2 | 0 | 3 | 147 | 136 | +11 | 4   |
| Brasil   | 5 | 2 | 0 | 3 | 128 | 149 | -21 | 4   |
| Islandia | 5 | 0 | 0 | 5 | 122 | 150 | -28 | 0   |

- Resultados

| Fecha | Hora  | Partido¹ | Partido¹ | Partido¹ | Resultado |
| ----- | ----- | -------- | -------- | -------- | --------- |
| 19.01 | 18:00 | Francia  | -        | España   | 33-30     |
| 19.01 | 20:30 | Alemania | -        | Islandia | 24-19     |
| 20.01 | 18:00 | Brasil   | -        | Croacia  | 29-26     |
| 20.01 | 20:30 | Islandia | -        | Francia  | 22-31     |
| 21.01 | 18:00 | España   | -        | Brasil   | 36-24     |
| 21.01 | 20:30 | Croacia  | -        | Alemania | 21-22     |
| 23.01 | 15:30 | Brasil   | -        | Islandia | 32-29     |
| 23.01 | 18:00 | Francia  | -        | Croacia  | 20-23     |
| 23.01 | 20:30 | Alemania | -        | España   | 31-30     |

- (¹) – Todos en Colonia.

### Grupo II
| Equipo    | J | G | E | P | GF  | GC  | DG  | PTS |
| --------- | - | - | - | - | --- | --- | --- | --- |
| Dinamarca | 5 | 5 | 0 | 0 | 147 | 116 | +31 | 10  |
| Noruega   | 5 | 4 | 0 | 1 | 157 | 135 | +22 | 8   |
| Suecia    | 5 | 3 | 0 | 2 | 148 | 137 | +11 | 6   |
| Egipto    | 5 | 1 | 1 | 3 | 132 | 138 | -6  | 3   |
| Hungría   | 5 | 1 | 1 | 3 | 134 | 144 | -10 | 3   |
| Túnez     | 5 | 0 | 0 | 5 | 113 | 161 | -48 | 0   |

- Resultados

| Fecha | Hora  | Partido¹  | Partido¹ | Partido¹  | Resultado |
| ----- | ----- | --------- | -------- | --------- | --------- |
| 19.01 | 18:00 | Túnez     | -        | Suecia    | 23-35     |
| 19.01 | 20:30 | Dinamarca | -        | Hungría   | 25-22     |
| 20.01 | 18:00 | Hungría   | -        | Túnez     | 26-21     |
| 20.01 | 20:30 | Noruega   | -        | Egipto    | 32-28     |
| 21.01 | 18:00 | Suecia    | -        | Noruega   | 27-30     |
| 21.01 | 20:30 | Egipto    | -        | Dinamarca | 20-26     |
| 23.01 | 15:30 | Túnez     | -        | Egipto    | 23-30     |
| 23.01 | 18:00 | Noruega   | -        | Hungría   | 35-26     |
| 23.01 | 20:30 | Dinamarca | -        | Suecia    | 30-26     |

- (¹) – Todos en Herning.

## Fase final
- Todos los partidos en la hora local de Alemania y Dinamarca (UTC+1).

|  | Semifinales | Semifinales |    |          | Final        | Final       |  |
|  | 25 de enero | 25 de enero |    |          | 27 de enero  | 27 de enero |  |
|  |             |             |    |          |              |             |  |
|  |             |             |    |          |              |             |  |
|  | Alemania    | 25          |    |          |              |             |  |
|  | Noruega     | 31          |    |          |              |             |  |
|  |             |             |    |          |              |             |  |
|  |             |             |    |          |              |             |  |
|  |             |             |    |          | Noruega      | 22          |  |
|  |             | Dinamarca   | 31 |          |              |             |  |
|  |             |             |    |          |              |             |  |
|  |             |             |    |          |              |             |  |
|  |             |             |    |          | Tercer lugar |             |  |
|  |             |             |    |          |              |             |  |
|  | Dinamarca   | 38          |    | Alemania | 25           |             |  |
|  | Francia     | 30          |    |          | Francia      | 26          |  |

### Semifinales
| Fecha | Hora  | Partido¹  | Partido¹ | Partido¹ | Resultado |
| ----- | ----- | --------- | -------- | -------- | --------- |
| 25.01 | 17:30 | Dinamarca | -        | Francia  | 38-30     |
| 25.01 | 20:30 | Alemania  | -        | Noruega  | 25-31     |

- (¹) – En Hamburgo.

### Partidos de clasificación
Séptimo lugar
| Fecha | Hora  | Partido¹ | Partido¹ | Partido¹ | Resultado |
| ----- | ----- | -------- | -------- | -------- | --------- |
| 26.01 | 17:30 | España   | -        | Egipto   | 36-31     |

Quinto lugar
| Fecha | Hora  | Partido¹ | Partido¹ | Partido¹ | Resultado |
| ----- | ----- | -------- | -------- | -------- | --------- |
| 26.01 | 20:30 | Croacia  | -        | Suecia   | 28-34     |

- (¹) – En Herning.

### Tercer lugar
| Fecha | Hora  | Partido¹ | Partido¹ | Partido¹ | Resultado |
| ----- | ----- | -------- | -------- | -------- | --------- |
| 27.01 | 14:30 | Alemania | -        | Francia  | 25-26     |

### Final
| Fecha | Hora  | Partido¹ | Partido¹ | Partido¹  | Resultado |
| ----- | ----- | -------- | -------- | --------- | --------- |
| 27.01 | 17:30 | Noruega  | -        | Dinamarca | 22-31     |

- (¹) – En Herning.

## Medallero
| Dinamarca | Noruega | Francia |
| Jannick Green Simon Hald Jóhan Hansen Mikkel Hansen Magnus Landin Niklas Landin Mads Mensah Larsen Rasmus Lauge Hans Lindberg (R) Nikolaj Markussen Henrik Møllgaard Casper Mortensen Nikolaj Øris Nielsen Morten Olsen Lasse Svan Hansen Henrik Toft René Toft (R) Anders Zachariassen | Torbjørn Bergerud Kristian Bjørnsen Alexander Blonz Espen Christensen Magnus Gullerud Kevin Gulliksen (R) Espen Lie Hansen Henrik Jakobsen Gøran Johannessen Magnus Jøndal Bjarte Myrhol Christian O'Sullivan Petter Øverby Harald Reinkind Magnus Rød Sander Sagosen Eivind Tangen | Luc Abalo Nicolas Claire (R) Adrien Dipanda Cyril Dumoulin Ludovic Fabregas Vincent Gérard Mathieu Grébille Michaël Guigou Luka Karabatić Nikola Karabatić Romain Lagarde Kentin Mahé Dika Mem Timothey N'Guessan Valentin Porte Nedim Remili Melvyn Richardson Cédric Sorhaindo (R) |
| Nikolaj Jacobsen (seleccionador) | Christian Berge (seleccionador) | Didier Dinart (seleccionador) |

## Estadísticas

### Clasificación general
| 1. Dinamarca JO CM      |
| 2. Noruega TP           |
| 3. Francia TP           |
| 4. Alemania TP          |
| 5. Suecia TP            |
| 6. Croacia TP           |
| 7. España TP            |
| 8. Egipto               |
| 9. Brasil               |
| 10. Hungría             |
| 11. Islandia            |
| 12. Túnez               |
| 13. Catar               |
| 14. Rusia               |
| 15. Macedonia del Norte |
| 16. Chile               |
| 17. Argentina           |
| 18. Serbia              |
| 19. Austria             |
| 20. Baréin              |
| 21. Arabia Saudita      |
| 22. Corea               |
| 23. Angola              |
| 24. Japón               |

### Máximos goleadores
| N.º | Nombre           | Selección           | Goles | Tiros | %    | Partidos jugados |
| --- | ---------------- | ------------------- | ----- | ----- | ---- | ---------------- |
| 1   | Mikkel Hansen    | Dinamarca           | 72    | 108   | 67 % | 10               |
| 2   | Magnus Jøndal    | Noruega             | 59    | 68    | 87 % | 10               |
| 3   | Ferrán Solé      | España              | 58    | 68    | 85 % | 9                |
| 4   | Uwe Gensheimer   | Alemania            | 56    | 75    | 75 % | 10               |
| 5   | Sander Sagosen   | Noruega             | 51    | 87    | 59 % | 10               |
| 6   | Kiril Lazarov    | Macedonia del Norte | 48    | 74    | 65 % | 7                |
| 7   | Yusef Benali     | Catar               | 46    | 61    | 75 % | 7                |
| 7   | Erwin Feuchtmann | Chile               | 46    | 69    | 67 % | 7                |
| 9   | Rasmus Lauge     | Dinamarca           | 44    | 63    | 70 % | 10               |
| 9   | Kentin Mahé      | Francia             | 44    | 64    | 69 % | 10               |

Fuente: 

### Mejores porteros
| N.º | Nombre            | Equipo              | Paradas | Tiros | %    | Partidos jugados |
| --- | ----------------- | ------------------- | ------- | ----- | ---- | ---------------- |
| 1   | Espen Christensen | Noruega             | 51      | 136   | 38 % | 10               |
| 1   | Niklas Landin     | Dinamarca           | 84      | 223   | 38 % | 10               |
| 1   | HIvan Stevanović  | Croacia             | 34      | 90    | 38 % | 9                |
| 4   | Mikael Appelgren  | Suecia              | 64      | 174   | 37 % | 9                |
| 4   | Borko Ristovski   | Macedonia del Norte | 47      | 126   | 37 % | 6                |
| 6   | Andreas Palicka   | Suecia              | 61      | 170   | 36 % | 9                |
| 7   | Jannick Green     | Dinamarca           | 43      | 122   | 35 % | 10               |
| 7   | Andreas Wolff     | Alemania            | 79      | 223   | 35 % | 10               |
| 9   | Vincent Gérard    | Francia             | 86      | 252   | 34 % | 10               |
| 9   | Viktor Kireyev    | Rusia               | 57      | 170   | 34 % | 7                |

Fuente: 

### Equipo ideal
- Mejor jugador del campeonato —MVP—: Mikkel Hansen ( Dinamarca).

| Posición          | Nombre         | País      |
| ----------------- | -------------- | --------- |
| Portero           | Niklas Landin  | Dinamarca |
| Extremo derecho   | Ferrán Solé    | España    |
| Extremo izquierdo | Magnus Jøndal  | Noruega   |
| Pivote            | Bjarte Myrhol  | Noruega   |
| Central           | Rasmus Lauge   | Dinamarca |
| Lateral derecho   | Fabian Wiede   | Alemania  |
| Lateral izquierdo | Sander Sagosen | Noruega   |

Fuente: 